# Ernst Friedrich Heyn
Ernst Friedrich Heyn (* 7. September 1841 in Leipzig; † 14. Januar 1894 ebenda) war ein deutscher Landschaftsmaler und Illustrator. 

## Leben
Ernst Heyn stammte aus einer Malerfamilie. Er war der jüngere Bruder des Landschaftsmalers Carl Heyn (1834–1906). Bis 1861 studierte er an der Leipziger Akademie der Künste, der heutigen Hochschule für Grafik und Buchkunst Leipzig.  Er malte Landschaften aus Mitteldeutschland, Oberbayern und Tirol, die er 1887 und 1890 in den Ausstellungen des Sächsischen Kunstvereins in der Dresdner Akademie zeigte.
Heyns Hauptwerk jedoch sind die zahllosen Illustrationen, die er vor allem für die populärwissenschaftlichen Werke des Bibliographischen Instituts schuf. Seine ersten größeren Arbeiten bestanden in charakteristischen Baumgruppenbildern im Werk Der Wald von Emil Adolf Roßmäßler. Seitdem galt er als „sehr begabter Illustrator“; seine Illustrationen fanden sich unter anderem in der Illustrirten Zeitung, der Gartenlaube, im Daheim, in Westermanns Monatsheften sowie in Werken des Verlags von Eduard Hallberger. 

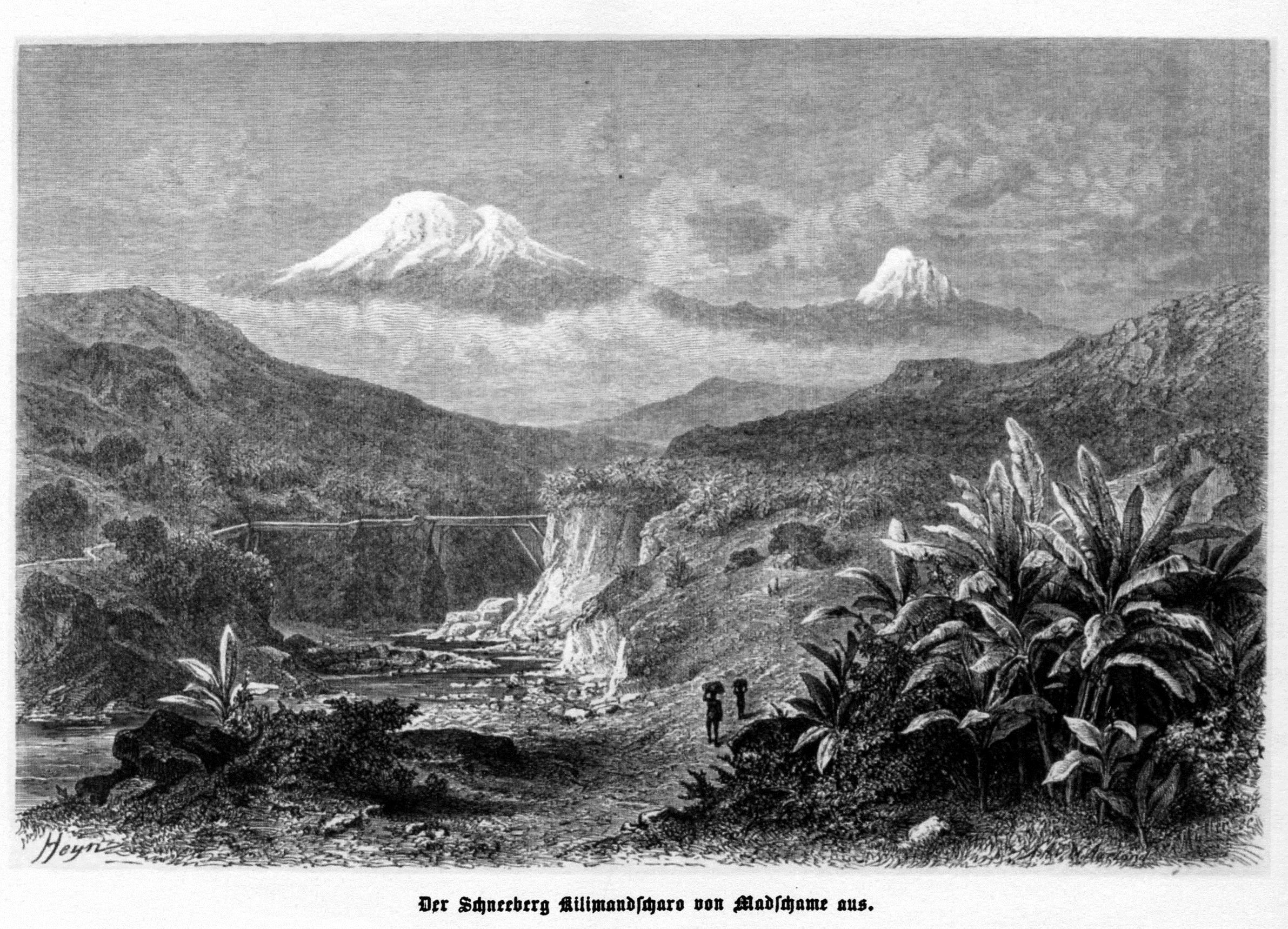
Kilimandscharo, Holzschnitt von Ernst Heyn, nach einer Zeichnung von v. d. Decken, 1869

Auch für die Reiseberichte von Karl Klaus von der Decken aus Ostafrika, Das Schweizerland aus dem Engelhorn Verlag sowie für Anton Kerner von Marilauns Pflanzenleben lieferte Heyn die Illustrationen.

## Werke

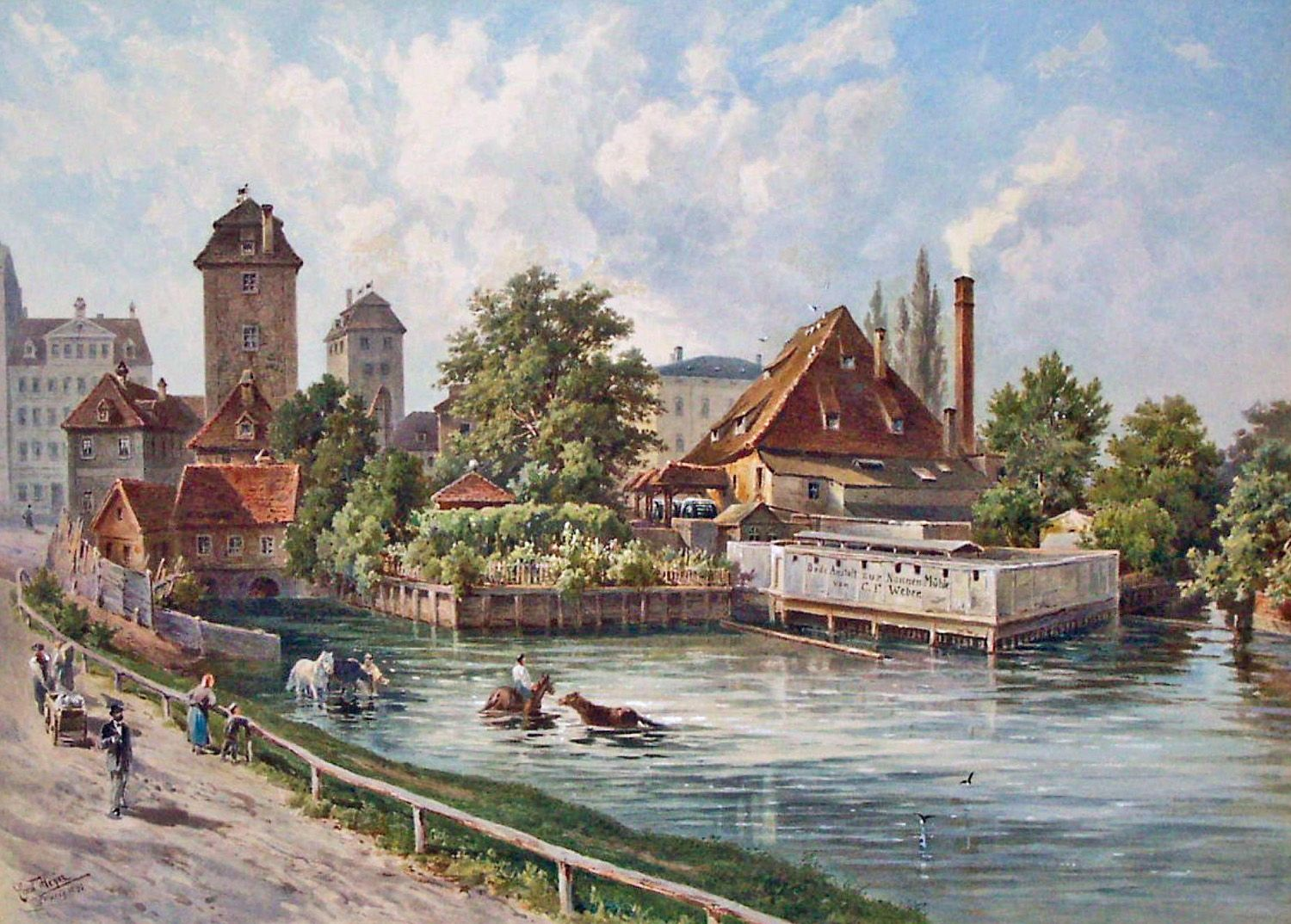
Nonnenmühle

- Ansicht der ehemaligen Nonnenmühle, Aquarell (1890), Stadtgeschichtliches Museum Leipzig
- Schildereien aus dem Alpenlande. 30 Lichtdrucktafeln nach Gemälden von Karl und Ernst Heyn, Leipzig: Liebeskind 1882

### Illustrationen (Auswahl)
- Emil Adolf Roßmäßler: Der Wald (Digitalisat und Volltext im Deutschen Textarchiv)
- Das Schweizerland. Stuttgart 1880 Commons: Das Schweizerland (1880) – Sammlung von Bildern, Videos und Audiodateien